# As We Fight
Gli As We Fight sono un gruppo metalcore nato nel luglio 2000 a Fredericia, Danimarca.

## Formazione

### Formazione attuale
- Esben "Esse" Elnegaard Kjaer Hansen - voce (2008-presente)
- Jesper Vincencio Gün - voce (2007-presente)
- Martin Olsen - chitarra
- Martin Goltermann - chitarra
- Søren Hvidt - basso
- Niels Christian - batteria (2006-presente)

### Ex componenti
- Jason Campbell - voce (2000-2008)
- Thomas Toft - batteria (2000-2001)
- Laurits Medom - voce (2001-2007)
- Michael Dal - chitarra
- Casper Sennenwald - batteria (2001-2006)

## Discografia
- 2003 - The Darkness of Apocalypse has Fallen Before us (EP)
- 2004 - Black Nails and Bloody Wrists
- 2006 - Midnight Tornado
- 2009 - Meet Your Maker